# Ариарат IV (Кападокия)
Ариарат IV Евсеб (на старогръцки: Ἀριαράθης Εὐσεϐής, Ariaráthēs Eusebḗs, Ariarathes IV Eusebes) е цар на Кападокия от 220 пр.н.е. до 163 пр.н.е.

## Биография
Ариарат IV е син на Ариарат III († 220 пр.н.е.) от династията Ариаратиди/Отаниди и на гръцката македонка Стратоника III, дъщеря на селевкидския цар Антиох II Теос и Лаодика I.
Ариарат IV се жени за Антиохида, дъщеря на Антиох III от Селевкидите. С нея той има дъщеря Стратоника IV и син Ариарат V.
На трона го наследява синът му Ариарат V.